# 白沙镇 (泸溪县)
白沙镇，是中华人民共和国湖南省湘西土家族苗族自治州泸溪县下辖的一个乡镇级行政单位。

## 行政区划
白沙镇下辖以下地区：
沅江社区、朝阳社区、兴沙社区、屈望社区、桥东社区、红岩村、红土溪村和刘家滩村。